# Jujutsu Kaisen –⁠ Prokleté války
Jujutsu Kaisen –⁠ Prokleté války (japonsky 呪術廻戦, Džudžucu kaisen) je japonská manga, jejímž autorem je Gege Akutami. Vychází od března 2018 v časopise Šúkan šónen Jump a dosavadní kapitoly byly publikovány ve formátu tankóbon (do října 2023 24 kusů). Do června 2023 bylo prodáno celkem 80 miliónů kopií, což z ní činí jednu z nejprodávanějších mang vůbec. V češtině ji vydává nakladatelství CREW.
Příběh sleduje středoškoláka Júdžiho Itadoriho, který oplývá výjimečnou fyzickou zdatností. Jeho spolužáci na pozemku školy odhalí prastarý prokletý talisman a přilákají na místo nebezpečná monstra. Aby Júdži zachránil své přátele a „zaklínače“ (呪術師, Džudžucuši) Megumiho Fušigura, rozhodne se prokletý předmět spolknout a stává se tak hostitelem mocného démona známého jako Rjómen Sukuna. Potom, co se setkává s dalšími zaklínači, odchází studovat na speciální zaklínačskou školu a bojovat proti démonům a monstrům, která se po světě objevují jako důsledek lidských negativních emocí.

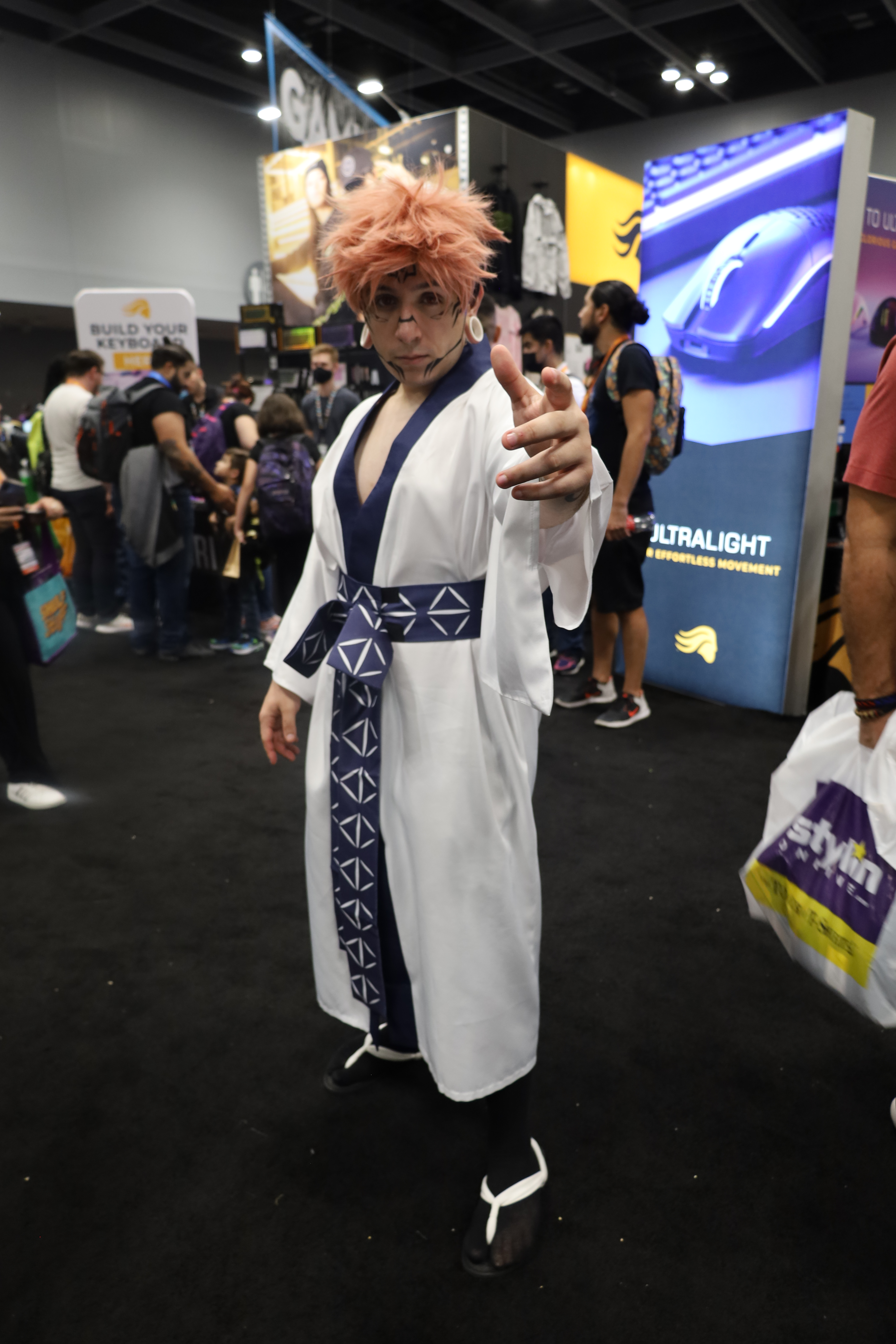
Protagonista Júdži Itadori jako démon Rjómen Sukuna (cosplay)

## Publikace
Celému příběhu předcházejí kapitoly mangy 65–79, které se věnují hlavně minulosti zaklínače jménem Satoru Godžó.
Akutamiho původní manga, která slouží jako základ příběhu a kterou vydával v roce 2017, byla přejmenována na Džudžucu kaisen 0 a stejně jako její filmová adaptace slouží jako další prequel hlavního příběhu.

## Média

### Anime seriál
Mezi 3. říjnem 2020 a 27. březnem 2021 vyšla podle mangy první řada anime seriálu, kterou režíroval Pak Song-hu a produkovalo studio MAPPA. Dne 12. února 2023 byla ohlášena druhá řada, a to opět od studia MAPPA.
Druhá řada je vysílána ve dvou částech od 6. července 2023; druhá polovina zpracovává příběhový oblouk mangy známý jako Incident v Šibuji.
Třetí řada, očekávaná k vydání v roce 2025, se bude věnovat adaptaci oblouku mangy nazvané Culling Game.